# Actinodaphne paotingensis
Actinodaphne paotingensis là loài thực vật có hoa trong họ Nguyệt quế. Loài này được Y.C.Yang & P.H.Huang miêu tả khoa học đầu tiên năm 1978.